# واترفرانت ایر
واترفرانت ایر (به انگلیسی: Waterfront Air) یک شرکت هواپیمایی است که دفتر مرکزی آن در شنژن و هنگ کنگ واقع شده‌است.